# Ekeby-Almby
Ekeby-Almby este o arie protejată (arie specială de conservare — SAC, sit de importanță comunitară — SCI) din Suedia întinsă pe o suprafață de 4,6 ha, integral pe uscat.

## Localizare
Centrul sitului Ekeby-Almby este situat la coordonatele 59°15′40″N 15°19′16″E / 59.261°N 15.321°E.

## Înființare
Situl Ekeby-Almby a fost declarat sit de importanță comunitară în aprilie 2004 pentru a proteja un număr necunoscut de specii din flora spontană și fauna sălbatică aflate în arealul zonei. Situl a fost protejat și ca arie specială de conservare în martie 2011.

## Biodiversitate
Situată în ecoregiunea boreală, aria protejată conține 1 habitat natural: Pășuni din zone de pădure fino-scandinave.
La baza desemnării sitului se află un număr nedeclarat de specii protejate.